# Tutta colpa del fattorino
Tutta colpa del fattorino (Blame It on the Bellboy) è un film del 1992 diretto da Mark Herman.

## Trama
Il distratto fattorino dell'hotel Gabrielli di Venezia, confonde le lettere di tre clienti e ne sbaglia i destinatari.
Un politico, un mafioso e un agente immobiliare si ritroveranno con istruzioni sbagliate, causando vari equivoci